# Сеня (Кошице-Околье)
Се́ня (словац. Seňa, венг. Abaújszina) — село в районе Кошице-Околье Кошицкого края Словакии. 
Площадь села составляет 22,81 км², из которых 20,38 км² — сельскохозяйственные земли. В 2018 году в селе насчитывалось 2129  жителей.

## История
В исторических записях первые упоминания о селе датируются 1249 годом (Schena),  когда венгерский король Бела IV поселил здесь свободных немецких колонистов из Кошице.
В 1567 и 1652 годах поселение было сожжено турками. В XVII  веке оно перешло во владение благородных венгерских семейств Розгони и Батори.
В 1828 году в селе насчитывалось 196 домов и 1460 жителей. Основным источником дохода населения было сельское хозяйство, в XIX веке работал ликёроводочный завод.
В 1919 году ранее принадлежавшее венгерскому королевству поселение вошло в состав Чехословакии. В 1938—1945 годах оно снова было частью Венгрии. 
В 1910 году из 1528 жителей села насчитывалось 1400 венгров и 104 словака. В 2001 году численность венгров составляла 11 %. 
В 2017 году из 2158 жителей села 1113 составляли мужчины и 1045 — женщины; на 10 браков пришлось 3 развода, на 28 рождений — 25 смертей; численность детей в возрасте до 14 лет составляла 17 %.

## Население
| Год:                | 1994 | 2004     | 2014    | 2024    |
| ------------------- | ---- | -------- | ------- | ------- |
| Количество человек: | 1926 | 2122     | 2095    | 2228    |
| Разница:            |      | +10,17 % | −1,27 % | +6,34 % |

## Достопримечательности
- реформатская церковь;
- римско-католическая церковь;
- синагога (разрушена), располагавшаяся у дороги к железнодорожной станции; еврейское кладбище находится недалеко от села;
- бумажная фабрика, упомянутая в 1830 году;
- ликёро-водочный завод, упомянутый в 1869 году;
- особняк венгерских аристократов Телеки, построенный в стиле классицизма.

## Известные личности
В селе Сеня родился философ Андрей Яслинский.